# Eleutherodactylus casparii
Eleutherodactylus casparii là một loài ếch trong họ Leptodactylidae. Chúng là loài đặc hữu của Cuba.
Các môi trường sống tự nhiên của chúng là các khu rừng ẩm ướt đất thấp nhiệt đới hoặc cận nhiệt đới, các đồn điền, vườn nông thôn, các khu rừng trước đây bị suy thoái nặng nề, và thảm thực vật di thực. Loài này đang bị đe dọa do mất môi trường sống.